# Maryline Joly
Maryline Yvonne Marie Joly, coniugata Besson (Auxonne, 9 marzo 1957), è un'ex cestista francese.

## Carriera
Con la Francia ha disputato i Campionati del mondo del 1979 e due edizioni dei Campionati europei (1978, 1987).